# Tomislav Sertić
Tomislav Sertić (ur. 21 grudnia 1902 w Udbinie, zm. 27 września 1945 w Belgradzie) – członek ruchu ustaszy, jugosłowiański i chorwacki wojskowy (generał).
Ukończył akademię ekonomiczną w Dubrovniku. W 1923 r. rozpoczął naukę w akademii wojskowej w Belgradzie, po czym wstąpił do armii jugosłowiańskiej, osiągając stopień majora w 1939 r. W 1940 r. nawiązał kontakty z ustaszami, emigrując na Węgry, a następnie do Włoch. Po agresji wojsk osi na Królestwo Jugosławii w kwietniu 1941 r. i ogłoszeniu Niepodległego Państwa Chorwackiego, rozpoczął karierę wojskową w ramach Sił Zbrojnych Ustaszy i Chorwackiej Domobrany. Początkowo został dowódcą 1 Pułku Ustaszy w stopniu pułkownika, zaś od sierpnia do listopada 1941 r. sprawował funkcję komendanta oficerskiej i podoficerskiej szkoły wojskowej ustaszy. Do pocz. 1944 r. zajmował różne stanowiska w Siłach Zbrojnych Ustaszy. Następnie przeszedł do Chorwackiej Domobrany, awansując na stopień generała. Prawdopodobnie brał udział w sierpniu 1944 r. w nieudanym zamachu stanu Mladena Lorkovicia i Ante Vokicia, który miał doprowadzić do zmiany polityki władz NDH na pro-aliancką. Jednakże nie został aresztowany. W ostatnich dniach wojny schwytali go komunistyczni partyzanci. Po procesie przed sądem wojskowym w Belgradzie wykonano na nim 27 września 1945 r. karę śmierci przez rozstrzelanie. Nie pomogła interwencja arcybiskupa Zagrzebia Alojzego Stepinaca.